# Air Serbia

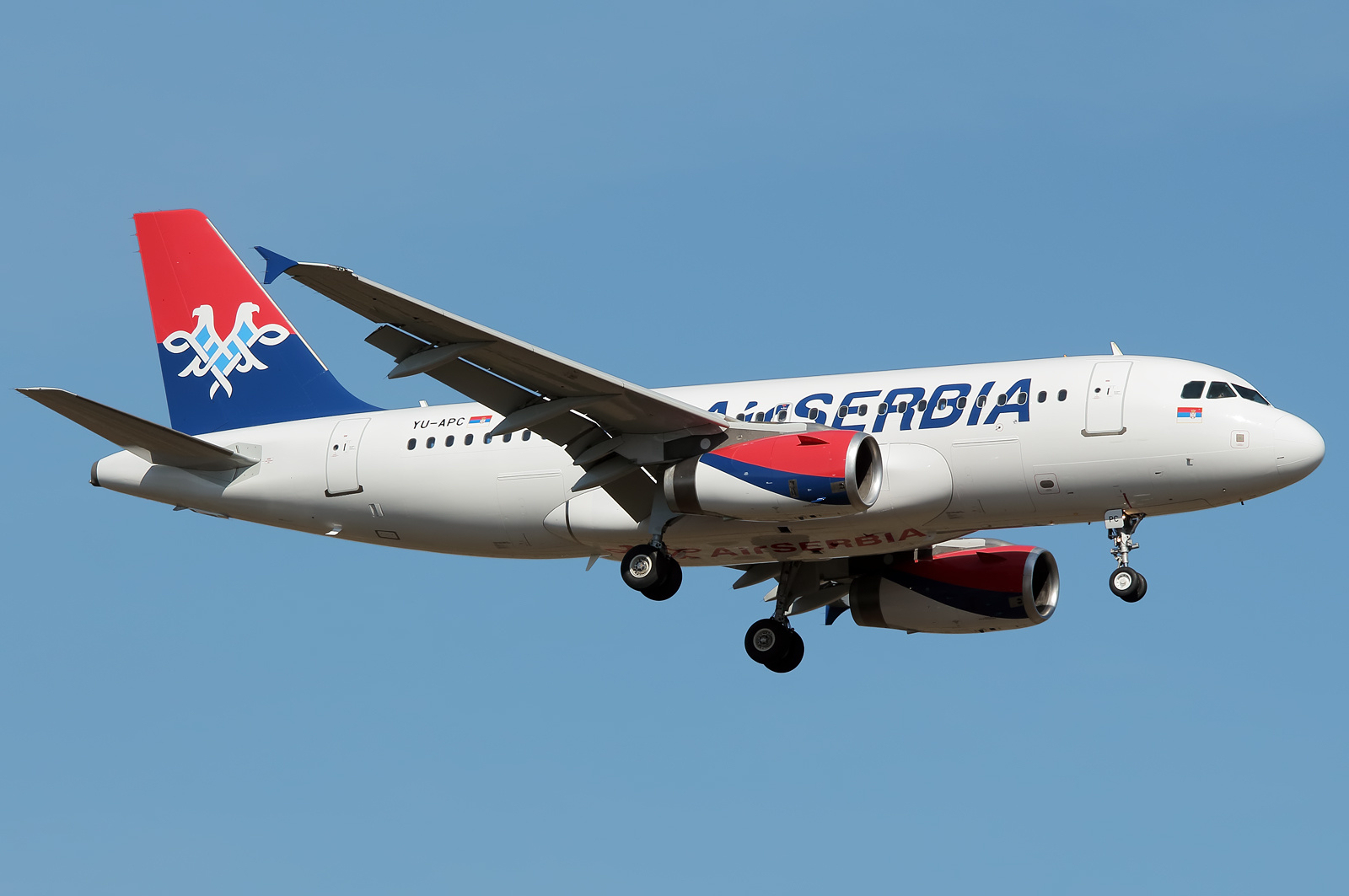
Літак Air Serbia

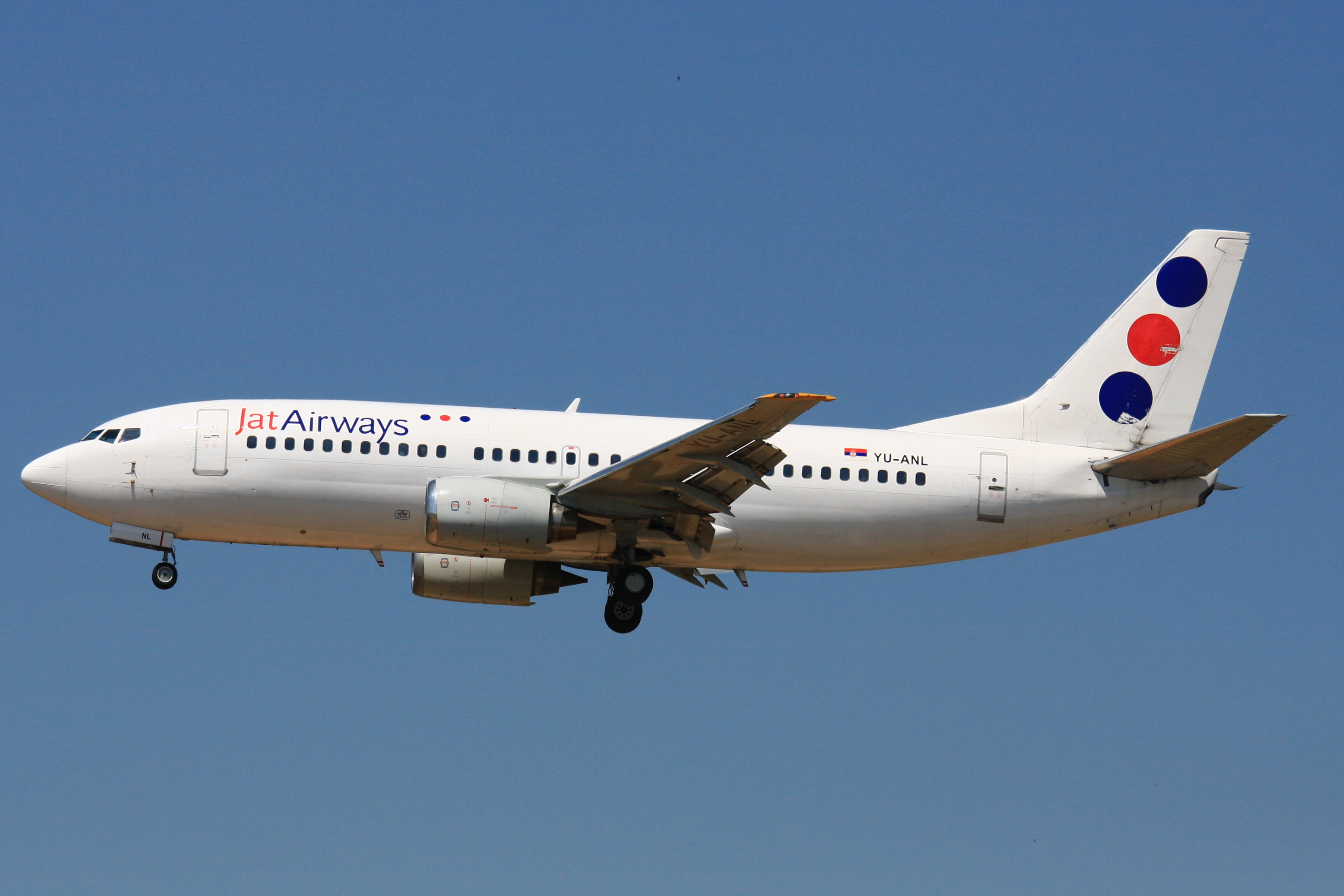
Літак JAT Airways

Air Serbia (сербською кирилицею Ер Србиjа) — державна авіакомпанія Сербії, розташована в Белграді. До розпаду Югославії називалась Jугословенски Аеротранспорт (JAT) і мала міжнародну назву Yugoslav Airlines.
26 жовтня 2013 року Jat Airways була перейменована в Air Serbia.

## Історія
Авіакомпанія була заснована в 1927 під назвою Аеропут, а в 1947 її перейменували в Jугословенски Аеротранспорт. У 1980-х була однією з найбільший авіакомпаній Европы. Проте ситуація драматично погіршилася, коли на початку 1990-х ООН ввела санкції, що означало для компанії призупинення міжнародних рейсів. Сьогодні JAT знову робить рейси до міст Європи і підтримує партнерство з деякими авіакомпаніями, в тому числі з Люфтганзою.
У 2006 сербські ЗМІ повідомляли про заплановану співпрацю компанії з Air India. Її метою називали заснування нової компанії. До того ж, повідомлялося про плани Air India використати белградський аеропорт імені Ніколи Тесла як транспортний вузол для польотів до Північної Америки. У серпні 2007 року стало відомо про приватизацію, після того, як роком раніше компанія вперше стала знову прибутковою. Зацікавленість в участі в компанії виявили Air India, Аерофлот та Icelandair.
JAT Airways є головною авіакомпанією Сербії. Крім неї, існують також авіакомпанії Aviogenex і Master Airways.
1 серпня 2013 року JAT Airways та Etihad Airways підписали договір про стратегічне партнерство. За цим договором 49 % акцій JAT Airways переходять Etihad, при цьому Сербський уряд зберігає 51 % акцій JAT Airways. Також за даним договором JAT із жовтня 2013 має діяти під брендом Air Serbia серб. Ер Србиjа. 26 жовтня 2013 бренд JAT остаточно перестав існувати й авіакомпанія почала діяти під брендом
Air Serbia.

## Міжнародні рейси
JAT Airways здійснює польоти з Белграда до Франкфурт-на-Майні, Москви, Мюнхена, Берліна, Лондона, Парижу, Відня, Цюриха та інших європейських міст. Максимальна відстань рейсів на січень 2010 — 4074 км. (Абу-Дабі), мінімальна — 278 км. (Сараєво).

### Азія
| Аеропорт  | Країна    | Відстань, км.                   | Літак                           | Примітки         |
| --------- | --------- | ------------------------------- | ------------------------------- | ---------------- |
| Абу-Дабі  | ОАЕ       | 4074                            | Boeing 737—300                  | до 4 лютого 2010 |
| Дубай     | ОАЕ       | Boeing 737—300 і Boeing 737—700 | з 9 лютого 2010                 |                  |
| Ларнака   | Кіпр      | 1780                            | Boeing 737—300                  |                  |
| Стамбул   | Туреччина | 926                             | Boeing 737—300 і Boeing 737—400 |                  |
| Тель-Авів | Ізраїль   | 2090                            | Boeing 737—300                  |                  |

### Африка
| Аеропорт | Країна | Відстань, км.  | Літак          | Примітки |
| -------- | ------ | -------------- | -------------- | -------- |
| Монастир | Туніс  | 1400           | Boeing 737—300 |          |
| Триполі  | Лівія  | 1820           | Boeing 737—300 |          |
| Туніс    | Туніс  | Boeing 737—300 | сезонний       |          |

### Європа
| Аеропорт           | Країна               | Відстань, км. |
| ------------------ | -------------------- | ------------- |
| Амстердам          | Нідерланди           | 1581          |
| Афіни              | Греція               | 1044          |
| Берлін             | Німеччина            | 1126          |
| Брюссель           | Бельгія              | 1513          |
| Валлетта           | Мальта               | 1466          |
| Варшава            | Польща               | 967           |
| Відень             | Австрія              | 597           |
| Гамбург            | Німеччина            | 1380          |
| Ганновер           | Німеччина            | 1320          |
| Гетеборг           | Швеція               | 1710          |
| Дюссельдорф        | Німеччина            | 1348          |
| Копенгаген         | Данія                | 1462          |
| Лондон             | Велика Британія      | 1840          |
| Любляна            | Словенія             | 510           |
| Мілан              | Італія               | 1020          |
| Москва             | Росія                | 1950          |
| Мюнхен             | Німеччина            | 900           |
| Париж              | Франція              | 1542          |
| Подгориця          | Чорногорія           | 360           |
| Прага              | Чехія                | 858           |
| Рим                | Італія               | 833           |
| Салоніки           | Греція               | 658           |
| Сараєво            | Боснія і Герцеговина | 278           |
| Скоп'є             | Північна Македонія   | 468           |
| Стокгольм          | Швеція               | 1823          |
| Тиват              | Чорногорія           | 400           |
| Трієст             | Італія               | 641           |
| Франкфурт-на-Майне | Німеччина            | 1175          |
| Цюрих              | Швейцарія            | 1028          |
| Штутгарт           | Німеччина            | 1094          |

### Історичні рейси
У таблиці наведено список колишніх маршрутів, що колись були здійснені літаками компанії Jat:
| Країна               | Міста                                                                        |
| -------------------- | ---------------------------------------------------------------------------- |
| Австралія            | Брисбен, Мельбурн, Перт, Сідней                                              |
| Австрія              | Грац, Клагенфурт, Лінц                                                       |
| Албанія              | Тирана                                                                       |
| Алжир                | Алжир                                                                        |
| Білорусь             | Мінськ                                                                       |
| Болгарія             | Софія                                                                        |
| Боснія і Герцеговина | Баня-Лука, Мостар                                                            |
| Бразилія             | Ріо-де-Жанейро                                                               |
| Велика Британія      | Бірмінгем, Глазго, Манчестер                                                 |
| Угорщина             | Будапешт                                                                     |
| Німеччина            | Мюнхен, Гамбург, Ганновер                                                    |
| Єгипет               | Каїр                                                                         |
| Індія                | Колката, Мумбаї                                                              |
| Індонезія            | Джакарта                                                                     |
| Йорданія             | Амман                                                                        |
| Ірак                 | Багдад                                                                       |
| Іран                 | Тегеран                                                                      |
| Іспанія              | Барселона, Мадрид                                                            |
| Італія               | Венеція, Турин                                                               |
| Канада               | Ванкувер, Монреаль, Торонто                                                  |
| Кенія                | Найробі                                                                      |
| КНР                  | Пекін, Гонконг                                                               |
| Південна Корея       | Сеул                                                                         |
| Кувейт               | Ель-Кувейт                                                                   |
| Ліван                | Бейрут                                                                       |
| Північна Македонія   | Бітола                                                                       |
| Малайзія             | Куала-Лумпур                                                                 |
| Мексика              | Мехіко                                                                       |
| Нова Зеландія        | Окленд                                                                       |
| Норвегія             | Осло                                                                         |
| ОАЕ                  | Абу-Дабі                                                                     |
| Пакистан             | Карачі                                                                       |
| Польща               | Варшава                                                                      |
| Португалія           | Лісабон                                                                      |
| Росія                | Санкт-Петербург, Сочі                                                        |
| Румунія              | Бухарест, Тімішоара                                                          |
| Сербія               | Ниш, Новий Сад, Приштина, Трстеник, Ужиці                                    |
| Сінгапур             | Сінгапур                                                                     |
| Сирія                | Дамаск                                                                       |
| Словаччина           | Братислава                                                                   |
| Словенія             | Марибор                                                                      |
| США                  | Вашингтон, Детройт, Клівленд, Лос-Анджелес, Сієтл, Нью-Йорк, Х'юстон, Чикаго |
| Таїланд              | Бангкок                                                                      |
| Туреччина            | Анкара                                                                       |
| Україна              | Київ                                                                         |
| Фінляндія            | Гельсінкі                                                                    |
| Франція              | Мюлуз, Ліон                                                                  |
| Хорватія             | Борово, Дубровник, Загреб, Задар, Осієк, Рієка, Спліт                        |
| Чорногорія           | Бар, Беране, Жабляк, Херцег-Новий                                            |
| Чехія                | Брно, Прага                                                                  |
| Швейцарія            | Женева, Санкт-Галлен                                                         |
| ПАР                  | Йоганнесбург                                                                 |
| Японія               | Токіо                                                                        |

## Літаки в експлуатації
Згідно сайту Ch-aviation.ch на літо 2010 року в авіакомпанії були:
- 5 ATR 72-200
- 10 Boeing 737—300
- 2 A319

Єдиний McDonnell Douglas DC-10 був проданий в 2005 через великі витрати на його утримання. Передбачена заміна всього авіапарку затягується через важкий фінансовий стан країни.
JAT був першою європейською авіакомпанією, що почала використовувати Boeing 737—300.

## Катастрофи
- 26 січня 1972 — під час польоту за маршрутом JU364 Стокгольм-Копенгаген-Загреб-Белград стався вибух на борту і падіння літака McDonnell Douglas DC-9. Літак знаходився на висоті 10000 метрів на ділянці Копенгаген-Загреб. Його уламки впали в районі села Српска-Каменица (Чехословаччина, зараз Устецький край, Чехія). Загинули всі 23 пасажири, і чотири з п'яти членів екіпажу. Вижила лише стюардеса Весна Вулович.[2]
- 11 вересня 1973 — літак маршруту Титоград-Скоп'є врізався в гору Маганік поблизу Титограда (нині — Подгориця, Чорногорія). Загинули всі пасажири і члени екіпажу, всього 41 особа.